# ویکی‌دانشگاه
ویکی‌دانشگاه (به انگلیسی: Wikiversity) یکی از پروژه‌های بنیاد ویکی‌مدیا است.
ویکی‌دانشگاه اجتماعی است برای آفریدن و بهره بردن از مواد آموزشی آزاد و فعالیت‌ها و برای ایجاد محیطی تشکیل شده تا همگان بتوانند به آموزش و آموزاندن، پژوهش و خدمت رسانی بپردازند. این پروژه هم‌اکنون در زبان‌های انگلیسی، فرانسه، آلمانی و اسپانیایی آغاز شده است.
آرمان‌های اصلی ویکی‌دانشگاه:
- ساخت و میزبانی محتوای آزاد، مواد آموزشی چندرسانه‌ای، منابع و برنامه‌های آموزشی برای تمام گروه‌های سنی و همهٔ زبان‌ها.
- توسعه پروژه‌های آموزشی مشارکتی و انجمن‌های مربوطه.

دانش آموزان (شامل دانشجویان) و آموزگاران به پیوستن به اجتماع ویکی‌دانشگاه به عنوان ویرایشگران این دانشنامه که در آن هر کسی می‌تواند هر صفحه‌ای را ویرایش کند دعوت می‌شوند. وبگاه این اجتماع دارای فهرستی است از اطلاعات مربوط به جنبه‌های گوناگون ویکی‌دانشگاه.